# Kallträsket
Kallträsket är en sjö i Piteå kommun i Norrbotten och ingår i Piteälvens huvudavrinningsområde. Sjön har en area på 1,33 kvadratkilometer och ligger 196,2 meter över havet. Kallträsket ligger i Piteälven Natura 2000-område. Sjön avvattnas av vattendraget Borgforsälven.

## Delavrinningsområde
Kallträsket ingår i det delavrinningsområde (728301-172334) som SMHI kallar för Utloppet av Kallträsket. Medelhöjden är 206 meter över havet och ytan är 5,85 kvadratkilometer. Räknas de 4 avrinningsområdena uppströms in blir den ackumulerade arean 54,73 kvadratkilometer. Borgforsälven som avvattnar avrinningsområdet har biflödesordning 2, vilket innebär att vattnet flödar genom totalt 2 vattendrag innan det når havet efter 61 kilometer. Avrinningsområdet består mestadels av skog (59 procent). Avrinningsområdet har 1,45 kvadratkilometer vattenytor vilket ger det en sjöprocent på 24,7 procent.